# Плаковицкий замок
Плаковицкий замок (пол. Zamek w Płakowicach, нем. Schloss Plagwitz) — одно из крупнейших ренессансных оборонительных сооружений в Силезии, расположенное в бывшем селе Плаковицы, которое в наше время является местностью в городе Львувек-Слёнски Нижнесилезского воеводства в Польше.

## История
Первые оборонительные укрепления на месте нынешнего дворца существовали уже в 1480 году. Строительство большего замка начал в 1550 году Румпольд Талькенберг, который заказал проект у итальянского архитектора Франциска Парры. Строительство главного здания продолжалось до 1558 года, а в целом работы были завершены до 1563 года. Во время строительства было построено трехкрыльное здание с небольшим двором с клуатрами. Это было самое большое оборонительное сооружение в Силезии в XVI веке. На рубеже XV—XVI веков Плаковицы стали собственностью рода фон Шаффгоч, вследствие брака последней представительницы рода фон Талькенберг — Магдалены с Каспаром фон Шаффгочем. В XVIII—XIX веках замок дважды перестраивали. В XVIII веке его владельцем был Отто фон Хохберг. Во время наполеоновских войн замок был поврежден. Французы ограбили и уничтожили библиотеку и ценные коллекции живописи.
Последним частным владельцем замка был Август Людвиг фон Ностиц-Ринек, у которого замок, в 1824 году, выкупил легницкий округ для обустройства там психиатрического госпиталя. Во время перестройки из интерьеров было убрано много украшений, каминов, картушей и порталов. Госпиталь действовал здесь до 1945 года. Во время Второй мировой войны немцы осуществляли в соседнем павильоне эвтаназию больных, а тела сжигали в крематории.
После 1945 года в замке размещалась военная часть. В 1954—1956 годах замок еще находился в довольно хорошем состоянии. В 1952—1959 годах здесь находился огромный детский дом. В 1966—1974 годах здание перешло к батальону войск территориальной обороны. По сей день об их присутствии напоминают надписи на стенах внутреннего двора. В 1967 году замок был частично восстановлен. После того как его покинули военные, замок начал приходить в упадок. С 1992 года он принадлежит Христианскому центру «Элим» баптистской церкви, который занимается его ремонтом.

## Архитектура
Здание состоит из трех двухэтажных крыльев, окружающих внутренний двор клуатрами. Их аркады опираются на ионические колонны. По углам находятся лестницы. С четвертой стороны двор замыкает куртиновая стена. Во двор ведет въездная брама с порталом, перед которой находится каменный мост, перекинутый через оборонительный ров. В левом углу портала расположен медальон с изображением Рампольда фон Талькенберга. Также сохранились ренессансные украшения фасадов.
Въезд во двор украшает портал, достигающий высоты двух этажей. По его углам расположены медальоны с изображением Рампольда фон Талькенберга и его жены. В центральной части находится двойной геральдический фриз с картушами семейств фон Талькенбергов, фон Рехбергов, фон Хохбергов, фон Либенталей, фон Раубендорфов, фон Лестов, фон Цедлицев и фон Рейбницев. На портале размещены надписи, слева: "Anno 1550 Jor habe ich Rampold von Talkenberg vom Talkenstein und Plagwitz Durch die Gnade Gottes dieses Haus zu erbauen angefangen" (В 1550 году я, Рампольд фон Талькенберг из Подскалы и Плаковиц, с Божьей милостью начал строительство этого дома), справа: "Derr Herr segne und behüte uns, der Herr erleuchte sein Angesicht über uns, und sey uns gnädig; - der Herr erleuchte sein Angesicht über uns, und gebeuns seinen Frieden." (Господи, благослови нас и спаси нас, Господи освяти нас Своим лицом и будь милостив к нам, Господь освети нас Своим лицом и даруй нам мир Свой) [IV Mojż. 6, 24-26]

## Галерея

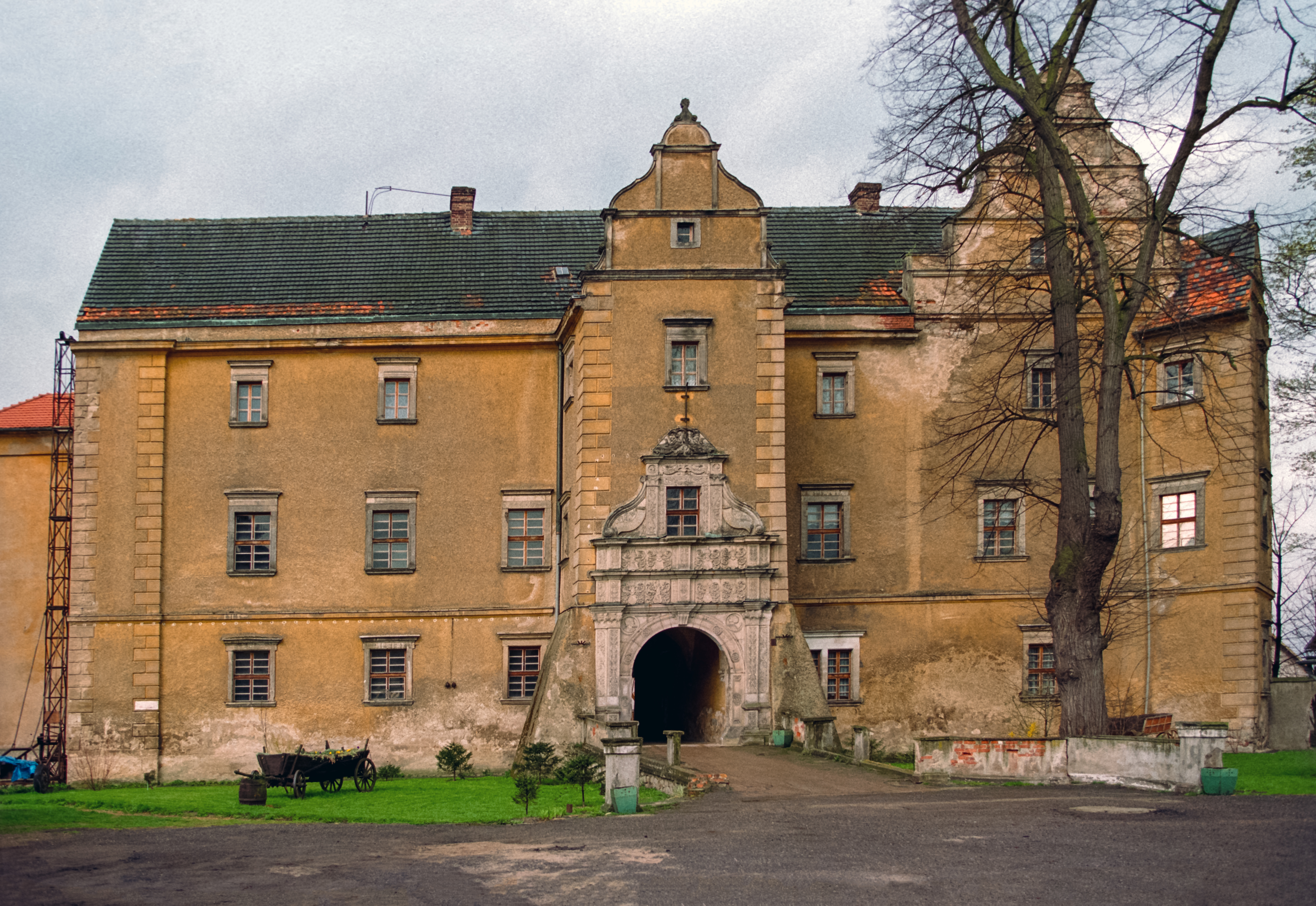
Передний фасад замка
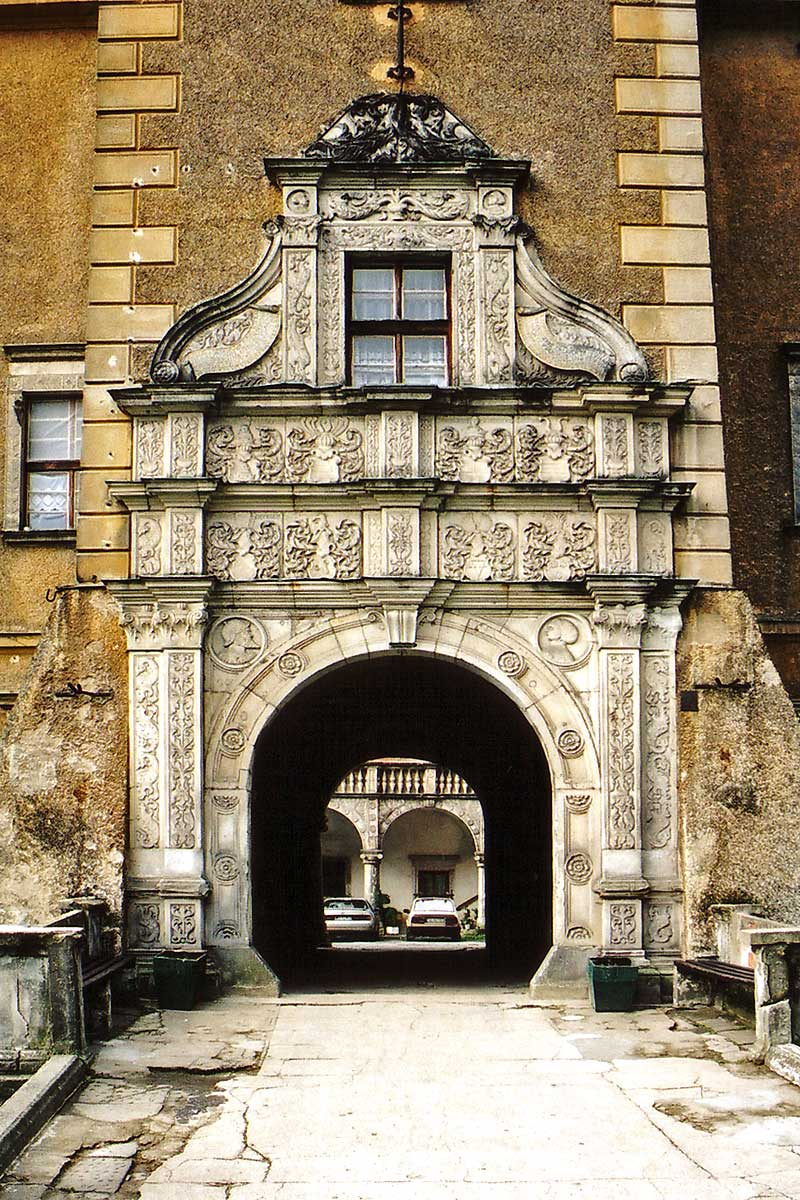
Въездной портал
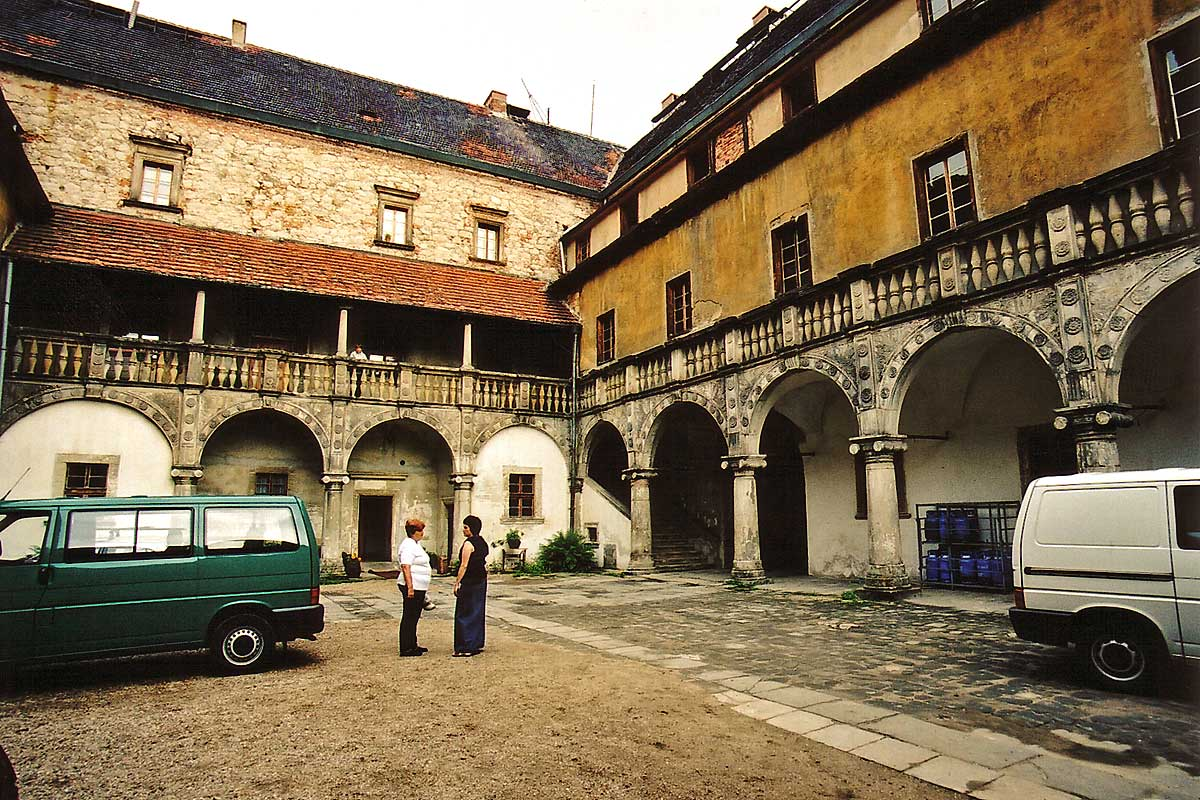
Портал замка